# NGC 273
NGC 273 est une galaxie lenticulaire vue par la tranche et située dans la constellation de la Baleine. NGC 273 a été découverte par le l'astronome germano-britannique William Herschel en 1785.

## Caractéristiques
Sa vitesse par rapport au fond diffus cosmologique est de 4 528 ± 31 km/s, ce qui correspond à une distance de Hubble de 66,8 ± 4,7 Mpc (∼218 millions d'al).
À ce jour, une mesure non basée sur le décalage vers le rouge (redshift) donne une distance d'environ 67,600 Mpc (∼220 millions d'al). Cette valeur est à l'intérieur des valeurs de la distance de Hubble.